# Cynoglossus interruptus
Cynoglossus interruptus es una especie de pez de la familia Cynoglossidae en el orden de los Pleuronectiformes.

## Distribución geográfica
Se encuentran desde las  costas de la isla de Hokkaido hasta el Mar de la China Meridional.